# 13e étape du Tour d'Italie 1998
Pour un article plus général, voir Tour d'Italie 1998.
La 13e étape du Tour d'Italie 1998 a lieu le 29 mai 1998 entre Carpi et Schio. Elle est remportée par Michele Bartoli.

## Récit
Michele Bartoli remporte enfin une étape, après de nombreuses tentatives depuis le départ du Giro. Il devance sous la pluie ses 3 compagnons d'échappée dans lesquels figurent 2 de ses coéquipiers : Giuseppe Guerini, Paolo Bettini et Andrea Noè. Ce dernier endosse le Maillot Rose que Laurent Roux n'aura porté qu'une journée.

## Classement de l'étape
| \| 1. \| Michele Bartoli \| \| Asics \| en \| \| \| 2. \| Giuseppe Guerini \| \| Polti \| + \| 0 s \| \| 3. \| Paolo Bettini \| \| Asics \| \| m.t. \| |                  |  |       |    |      |
| 1. | Michele Bartoli  |  | Asics | en |      |
| 2. | Giuseppe Guerini |  | Polti | +  | 0 s  |
| 3. | Paolo Bettini    |  | Asics |    | m.t. |

## Classement général
| \| 1. \| Andrea Noè \| \| Asics \| en \| \| \| 2. \| Michele Bartoli \| \| Asics \| + \| 6 s \| \| 3. \| Alex Zülle \| \| Festina \| \| 37 s \| |                 |  |         |    |      |
| 1. | Andrea Noè      |  | Asics   | en |      |
| 2. | Michele Bartoli |  | Asics   | +  | 6 s  |
| 3. | Alex Zülle      |  | Festina |    | 37 s |